# Лебанон (Њу Хемпшир)
Лебанон (енгл. Lebanon) град је у америчкој савезној држави Њу Хемпшир.

## Демографија
По попису из 2010. године број становника је 13.151, што је 583 (4,6%) становника више него 2000. године.
| Група             | 2000.          | 2010.          |
| Белци             | 11.738 (93,4%) | 11.372 (86,5%) |
| Афроамериканци    | 104 (0,8%)     | 213 (1,6%)     |
| Азијати           | 335 (2,7%)     | 900 (6,8%)     |
| Хиспаноамериканци | 206 (1,6%)     | 376 (2,9%)     |
| Укупно            | 12.568         | 13.151         |